# Горні Андрієвці
Горні Андрієвці (хорв. Gornji Andrijevci) — населений пункт у Хорватії, у Бродсько-Посавській жупанії у складі громади Сибинь.

## Населення
Населення за даними перепису 2011 року становило 467 осіб.
Динаміка чисельності населення поселення:

## Клімат
Середня річна температура становить 11,06 °C, середня максимальна – 25,68 °C, а середня мінімальна – -6,18 °C. Середня річна кількість опадів – 794 мм.
| Клімат поселення                              | Клімат поселення | Клімат поселення | Клімат поселення | Клімат поселення | Клімат поселення | Клімат поселення | Клімат поселення | Клімат поселення | Клімат поселення | Клімат поселення | Клімат поселення | Клімат поселення | Клімат поселення |
| Показник                                      | Січ.             | Лют.             | Бер.             | Квіт.            | Трав.            | Черв.            | Лип.             | Серп.            | Вер.             | Жовт.            | Лист.            | Груд.            |                  |
| Середній максимум, °C                         | 6,08             | 8,27             | 12,82            | 17,40            | 22,58            | 25,68            | 25,51            | 24,68            | 20,62            | 15,34            | 9,55             | 5,50             |                  |
| Середня температура, °C                       | −0,03            | 2,12             | 6,66             | 11,27            | 16,43            | 19,54            | 21,43            | 20,60            | 16,53            | 11,27            | 5,48             | 1,43             |                  |
| Середній мінімум, °C                          | −6,18            | −4,03            | 0,54             | 5,13             | 10,30            | 13,39            | 17,35            | 16,52            | 12,46            | 7,19             | 1,41             | −2,66            |                  |
| Норма опадів, мм                              | 50               | 51               | 48               | 59               | 73               | 100              | 69               | 64               | 56               | 74               | 83               | 67               |                  |
| Середньомісячна швидкість вітру, м/с          | 1.77             | 2.04             | 2.34             | 2.27             | 2.04             | 1.90             | 1.84             | 1.70             | 1.64             | 1.67             | 1.76             | 1.84             |                  |
| Середньомісячна сонячна радіація, кДж/м²·день | 4311             | 7008             | 10902            | 15289            | 19194            | 21125            | 22242            | 20490            | 14958            | 9181             | 4850             | 3567             |                  |
| --------------------------------------------- | ---------------- | ---------------- | ---------------- | ---------------- | ---------------- | ---------------- | ---------------- | ---------------- | ---------------- | ---------------- | ---------------- | ---------------- | ---------------- |
| Джерело:                                      |                  |                  |                  |                  |                  |                  |                  |                  |                  |                  |                  |                  |                  |